# Georg Weiss (Kameramann)
Georg Weiss (* 1986 in St. Pölten) ist ein österreichischer Kameramann, der für seine Arbeiten an narrativen und dokumentarischen Filmen bekannt ist.

## Leben
Georg Weiss studierte Kamera und Bildgestaltung am Filmcollege Wien, unter anderen bei den Dozenten Reinhold Vorschneider, Wolfram Zöttl, Gerald Kerkletz und Helmut Pirnat. Dort realisierte er zahlreiche Kurzspielfilme, die auf nationalen und internationales Filmfestivals gezeigt und ausgezeichnet wurden.
Für seine Arbeit an dem mittellangen Spielfilm Fabiu (Regie: Stefan Langthaler) gewann Weiss Preise für die beste Bildgestaltung am Sulmona International Filmfestival, Balneário Camboriú International Film Festival, Shots Film Festival und Lonely Wolf International Film Festival, sowie eine Nominierung am Camerimage International Film Festival.
Sein Langspielfilm Debüt Zerschlag mein Herz (Regie: Alexandra Makarovà), ein Drama über in Wien bettelnde slowakische Roma, war 2019 in österreichischen Kinos zu sehen und gewann unter anderem die Romy für die beste Produktion 2019.
Sein jüngstes (Stand April 2025) Projekt ist der Spielfilm Perla (Regie: Alexandra Makarovà), der am 3. Februar 2025 beim International Film Festival Rotterdam uraufgeführt wurde und auf der Diagonale in Graz 2025 mit dem Publikumspreis ausgezeichnet wurde.
Georg Weiss ist außerdem Mitgesellschafter und Mitbegründer der Wiener Produktionsfirma The First Cut Is The Deepest, welche sich hauptsächlich auf die Produktion von Werbung, Musikvideos und dokumentarische Formate konzentriert.
Weiss ist Mitglied im Verband österreichischer Kameraleute (AAC), sowie in der Akademie des Österreichischen Films.

## Filmografie (Auswahl)
- 2025: Perla (Spielfilm, Regie: Alexandra Makarová)
- 2023: Neuzeit (Mittellanger Spielfilm, Regie: Stefan Langthaler)
- 2020: Fabiu (Mittellanger Spielfilm, Regie: Stefan Langthaler)
- 2018: Zerschlag mein Herz (Spielfilm, Regie: Alexandra Makarová)
- 2018: Sargis - Das Leben ist so eine Sache (Dokumentarfilm, Regie: Stefan Langthaler)
- 2015: Liebling (Mittellanger Spielfilm, Regie: Sebastian Schmidl)
- 2015: La Chambre d´Ortolan (Experimenteller Kurzfilm, Regie: Anna Mitterer)
- 2014: Sola (Kurzspielfilm, Alexandra Makarová)
- 2013: Those Who Go Those Who Stay (Dokumentarfilm, Regie: Ruth Beckermann, zusätzliche Kamera)
- 2011: An einem anderen Tag (Kurzspielfilm, Alexandra Makarová)

## Auszeichnungen

### Preise
- Sulmona International Filmfestival- Beste Bildgestaltung für Fabiu (2020)
- Balneário Camboriú International Film Festival - Beste Bildgestaltung (Golden Owl) für Fabiu (2020)
- Shots Film Festival - Beste Bildgestaltung für Fabiu (2021)
- Lonely Wolf International Film Festival - Beste Bildgestaltung für Fabiu (2020)

### Nominierungen
- Camerimage International Film Festival - Short Film Panorama Fabiu (2020)
- South East European Film Festival - Beste Bildgestaltung für Zerschlag mein Herz (2018)